# Jean Machí
Jean Manuel Machí (1 de febrero de 1982, El Tigre, Venezuela) es un beisbolista profesional venezolano que juega en la posición de lanzador. Fue contratado por la organización de los Piratas de Pittsburgh. En 2008, jugó en la organización Toronto Blue Jays y fue liberado después de la temporada. Luego firmó un contrato de ligas menores con los San Francisco Giants. 
En Venezuela ha jugado con Navegantes del Magallanes, Tigres de Aragua y Cardenales de Lara (donde juega en la actualidad).